# Karlamagnús Saga
La Karlamagnús Saga o Karlamagnussaga  (letteralmente La saga di Carlo Magno) è una raccolta e una traduzione in lingua norrena della fine del XIII secolo compilata per il re Haakon V di Norvegia, contenente le antiche Chanson de geste francesi riguardanti Carlo Magno e i suoi paladini, poemi dei quali il Karlamagnus rimane l'unica fonte.

## Capitoli
Il vasto lavoro è diviso in 10 capitoli, o "rami", come segue:
- I. Karlamagnus (Upphaf Karlamaús): tratta dell'adolescenza e giovinezza di Carlo Magno e dei suoi paladini ed è l'unica testimonianza della Chanson de Geste Basin, non rimasta in francese.
- II. Af frú Ólif og Landrés syni hennar (Lady Olif e suo figlio Landres): basato sulla versione inglese di Dame Olive et Landri, nota in Spagna come Historia de Enrique, Fi de Oliva.
- III. Af Oddgeiri dansks (Oddgeir il Danese): adattamento di La Chevalerie Ogier de Danemarche sulla gesta di Ogier di Danimarca;
- IV. Af Agulando konungi & Ferakuts þáttur (Re Agulando): capitolo più lungo dell'opera, racconta della battaglia di Carlo Magno e Rolando con Agulandus, suo figlio Jamund, il gigante Ferragut; trae spunto dall' Historia Caroli Magni e da una versione della Chanson d'Aspremont;
- V. Af Gvitalín Saxa (Gvtalin il Sassone): resoconto di una battaglia contro i Sassoni, legato alla Chanson de Saisnes di Jean Bodel;
- VI. Af Otúel (Otuel): traduzione del poema Chanson d'Otinel;
- VII. Af Jórsalaferð (Viaggio a Gerusalemme): traduzione di Le Pèlerinage de Charlemagne;
- VIII. Af Runzival Bardaga (La battaglia di Runzival): traduzione della Chanson de Roland strettamente collegata al manoscritto di Oxford;
- IX. Af Vilhjálmi korneis (Guglielmo Nasocorto): versione del Moniage Guillame sulle gesta di Guglielmo d'Orange;
- X. Um kraftaverk og jartegnir (Miracoli e segni; conosciuta anche come La morte di Carlo Magno): basata sul resoconto di Vincent de Beauvais dal titolo Speculum Historiale.